# Gangapur
Gangapur là một thành phố và là nơi đặt hội đồng đô thị (municipal council) của quận Aurangabad thuộc bang Maharashtra, Ấn Độ.

## Địa lý
Gangapur có vị trí 18°20′B 76°31′Đ / 18,33°B 76,52°Đ Nó có độ cao trung bình là 572 mét (1876 feet).

## Nhân khẩu
Theo điều tra dân số năm 2001 của Ấn Độ, Gangapur có dân số 22.053 người. Phái nam chiếm 52% tổng số dân và phái nữ chiếm 48%. Gangapur có tỷ lệ 66% biết đọc biết viết, cao hơn tỷ lệ trung bình toàn quốc là 59,5%: tỷ lệ cho phái nam là 74%, và tỷ lệ cho phái nữ là 59%. Tại Gangapur, 15% dân số nhỏ hơn 6 tuổi.